# Амарантова стрічка
Амарантова стрічка або стрічка амаранту
Amarantowa Wstążka lub Amarantowa Wstążeczka 
Альтернативна (тимчасова)
Заснована наказом № 120 від 17 лютого 1918 р. командуючим Першим польським корпусом в Росії генерал-лейтенантом Йосипом Доубора-Мусницьким.
Нагороджувалися солдати та офіцери які проявили мужність та хоробрість у бойових операціях.

## Опис нагороди
У початковий період стрічки в  кольорі (амарант) були шириною 2 см, потім — 3 см завдовжки і 1 см завширшки. Стрічки носили на лівій стороні грудей посередині між першим і другим ґудзиками мундира чи шинелі. Кожен геройський вчинок нагороджується однією стрічкою. При повторному нагороджены Стрічки кріпили одна під одною на відстані 0,5 см. 
27 лютого 1918 року в фортеці Бобруйськ в присутності німецької делегації на чолі з майором Вульфеніт відбулося перше нагородження солдатів, що взяли участь в боях з більшовиками. Список почесних осіб включав 565 офіцерів, унтер-офіцерів і рядових. Більшість нагороджених були нагороджені за хоробрість, проявлену в битві при Осиповичах 19 лютого 1918 року.
В цілому в першому польському корпусі за 4 місяці було видано близько 4000 амарантних стрічок, які пізніше, в 1921-1922 рр. були перенагороджені в Хрест Хоробрих. Тримачі амарантовоъ стрычки стрічки отримували її автоматично.

У жовтні 1935 року  відділ кадрів, Міністерства внутрішніх справ оприлюднив  «Список нагороджених Хрестом Доблесті з невідомими адресами». , що були відзначені стрічкою. У списку понад 1200 вояків, нагороджених Хрестом Доблесті за подвиги в лавах 1-й Польський корпус (Російська імперія) та формуваннях, що входили до нього:
- Пулавський легіон,
- Польська стрілецька бригада
- Польська стрілецька дивізія
- Найвищий польський військовий комітет

Серед нагороджених солдатів, чиї адреси Відділ кадрів  не змогло визначити, були: Бриг. Ген. Юзеф Пожецький, священик декан Анджей Гавендзкі, підполковник Станіслав Бобятинський, полковник Станіслав Вжалінський, підполковник Вітольд Радецький-Мікулич та Майор Земовіт Грабовський

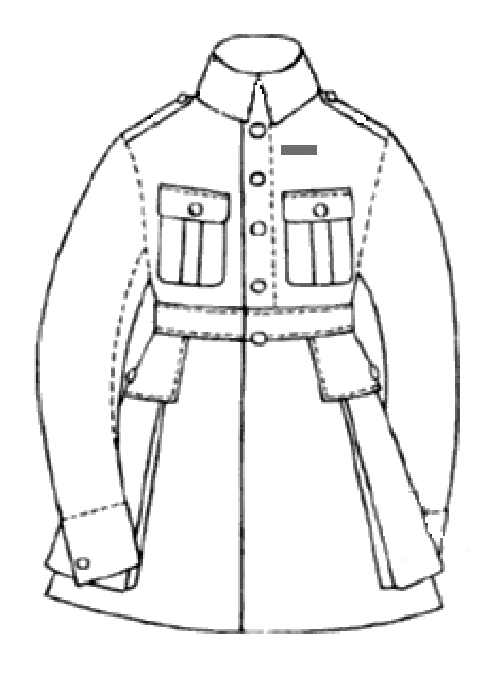
Правило носіння стрічки